# مانويل بالدي
مانويل بالدي (بالبرتغالية: Manuel Baldé‏) هو لاعب كرة قدم برتغالي وغيني بيساوي في مركز حراسة المرمى، ولد في 14 نوفمبر 2002 في ألبوفيرا في البرتغال.

## وصلات خارجية
- مانويل بالدي على موقع قاعدة بيانات كرة القدم.إي يو (الإنجليزية)
- مانويل بالدي على موقع ناشيونال فوتبول تيمز (الإنجليزية)
- مانويل بالدي على موقع Soccerway.com (الإنجليزية)
- مانويل بالدي على موقع عالم كرة القدم.نت (الإنجليزية)